# Янбеков, Арслан Асгатович
Арслан Асгатович Янбеков (баш. Арыҫлан Әсғәт улы Йәнбәков; 1980—2011) — российский актёр, певец, режиссёр, телеведущий.
Дети: Янбеков Ильяс Арсланович

## Биография
Родился 3 августа 1980 года в городе Сибай Башкирской АССР в семье актёра Асгата Кутлуевича Янбекова.
После окончания Уфимского института искусств работал в Сибайском государственном башкирском театре драмы имени Арслана Мубарякова.
С 2004 по 2011 годы был актёром и режиссёром Башкирского академического театра драмы имени Мажита Гафури. Работал телеведущим программы «Башкиры» на Башкирском спутниковом телевидении.
В 2011 году окончил Театральный институт имени Бориса Щукина.
В том же году был найден повешенным на линии ЛЭП неподалеку от своего строящегося дома в посёлке Нагаево города Уфы. Похоронен на Старом кладбище города Сибай.

### Творческая деятельность
Актёрская работа:
- в роли отца в фильме «Косуля» («Ҡоралай», реж. Р. Фатхиев);
- Юлдыкай в драме А. Идельбаева «Последний из рода гайна» («Һуңғы гәйнә», реж. И. Гиляжев);
- Айбагыш в драме И. Юмагулова «Сэсэны» («Сәсәндәр», реж. А. Юмагулов);
- Басир в комедии Б. Бикбая «Сваха» («Ҡоҙаса», реж. А. Абушахманов) и другие[2].

Режиссёрская работа:
- комедия «Откройте, милиция!» (по пьесе Н. Гаитбаева);
- комедия «Спрячь любовника в шкафу» (по пьесе Н. Гаитбаева);
- лирическая комедия «Хыялый» — «Необычная история в обычной деревне» (по пьесе С. Абузарова)
- комедия «Гипнотизер, или Детектор лжи» (пьеса В. Сигарева)[3];
- драма «Хазина» (по пьесе С. Абузарова) — не была закончена.

Песенный репертуар: «Девушки вечерком вышивают» («Кис ултырып ҡыҙҙар сигеү сигә»), «Янтарь» («Гәрәбә»), «Играй ты мой гармонь» («Гармуным, уйна һин»), «Сакмарская красавица» («Һаҡмар һылыуы»), «Косуля» («Ҡоралай») и другие.

## Награды
- Лауреат песенного конкурса «Ирендык мондары» (2002).

## Память
В его честь телеканал «Курай» выпустил CD диск под названием «Хазина».